# تکمان
تکمان {{ترکی|Tekman) (به کردی: Tatos‎) (به ارمنی: Թաթոս) یک منطقهٔ مسکونی و شهرستان در ترکیه است که در استان ارزروم واقع شده‌است.